# Carl Adolph Agardh
Carl Adolph Agardh (født 23. januar 1785 i Båstad, død 28. januar 1859) var en svensk botaniker, far til Jacob Georg Agardh, morfar til Gustaf Fröding.
Allerede 1799 blev han student ved Lunds Universitet, hvorefter han især studerede matematik og botanik; 1805 blev han filosofisk magister, 1807 docent i matematik i Lund. Som lærer for universitetskansler grev Engeströms søn fik han anledning til at studere de lavere planter under den berømte botaniker, professor Olof Swartz i Stockholm. 
Derefter fik han muligheden at med sin discipel foretage en rejse til Danmark, Nordtyskland og Polen. I 1812 blev han professor i botanik og økonomi, men da lønnen var ringe, slog han sig også på teologi og blev 1816 udnævnt til præst i Skt Peters Menighed ved Lund.
Agardh blev algologiens store reformator, idet han skabte grundlaget for en videnskabelig algesystematik. Hans Synopsis Algarum Scandinaviae (Lund 1817), Species Algarum (I, II; Lund 1820-1822, III, Gryphiswaldiæ 1828) og Systema Algarum (Lund 1824) er banebrydende arbejder, hvorpå alle senere forskere må bygge. Af hans øvrige algologiske arbejder kan nævnes: Icones Algarum Europæarum (Leipzig 1828-35) og Conspectus criticus Diatomacearum (Lund 1830-32).
Agardhs virksomhed som botaniker var dog ikke indskrænket til algologien, men også over de højere planters systematik, anatomi og fysiologi har han leveret for sin tid meget værdifulde arbejder, om de end ikke besidder et så blivende værd som hans algologiske, da han ikke holdt sig fri for den tids så højst uheldige, naturfilosofiske spekulationer.
I 1828 udnævntes Agardh til medlem af den store skolekomité, som da nedsattes for at undersøge tilstanden ved Sveriges skoler; han hævdede her sammen med Berzelius, Tegnér og flere på en særdeles talentfuld måde naturvidenskabernes og den moderne litteraturs store betydning lige over for de ensidige tilhængere af den klassiske dannelse. 
I 1834 udnævntes han til biskop i Karlstad, hvorefter han overlod sit botaniske bibliotek og sine samlinger til sin søn. Han kastede sig nu med stor iver over teologien og forfattede i de følgende ti år en hel række teologiske skrifter. Agardh udfoldede desuden en stor virksomhed i forskellige praktiske hverv, såsom i bestyrelsen af banker, som rigsdagsmand med mere, samt som nationaløkonomisk {forfatter.
Autornavnet Agardh kan bruges for Carl Adolph Agardh sammen med et videnskabeligt artsnavn inden for botanikken. (Wikipedia-artikler der bruger autornavnet)